# 식물 호르몬

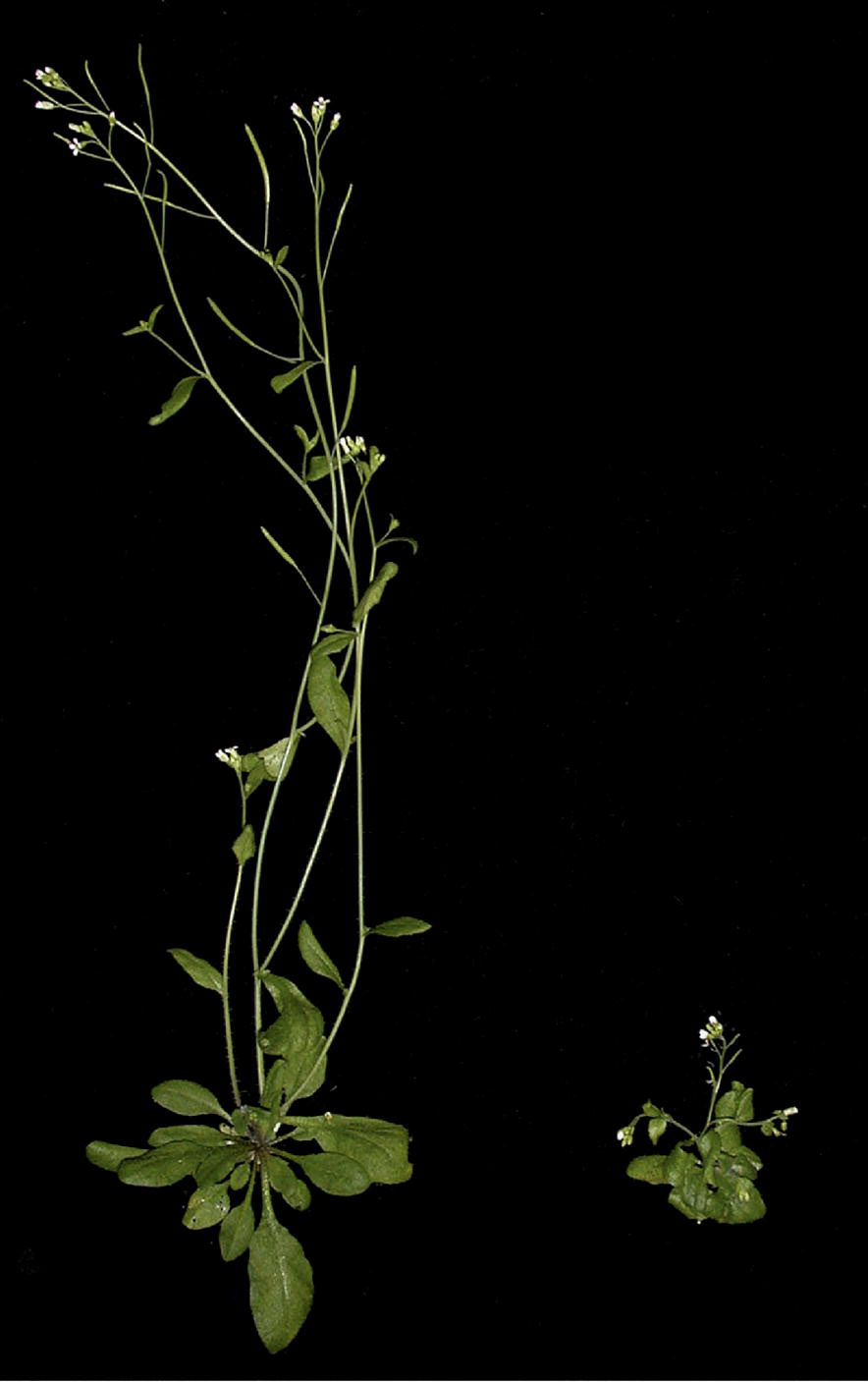
식물 호르몬이 부족하면 비정상적인 성장을 유발할 수 있다. (오른쪽)

식물 호르몬(Plant hormone)은 식물의 성장에 관계된 화학 물질이다.
식물에서의 호르몬은 동물의 내분비선에 해당하는 기관이 없다. 식물에서 호르몬은 어느 정해진 조직에서 만들어져 각각 표적 기관으로 이동한다. 식물에서 호르몬의 이동은 확산에 의하며, 식물호르몬은 식물체 내의 항상성 유지보다는 주로 표적기관의 분화와 생장에 영향을 미친다.
식물 호르몬의 영어 낱말 "phytohormone"은 1948년 티만(Thimann)이 창안하였다.

## 같이 보기
- 피토케미컬